# Gele waterkers
De gele waterkers (Rorippa amphibia) is een vaste plant die behoort tot de kruisbloemenfamilie (Cruciferae of Brassicaceae). Het is een plant die voorkomt onder natte omstandigheden in uiterwaarden, grienden, moerasbossen en drijftillen. De plant komt van nature voor in Eurazië. De plant is zeer variabel van vorm. Zo hebben in het water groeiende planten een niet gegroefde, dikke, holle stengel.
De plant wordt 0,4-1,2 m hoog en heeft naast kale, rechtopstaande stengels ook liggende, uitloperachtige, wortelende stengels. Stukken van de stengel kunnen ook wortels vormen. De onderste bladeren zijn kamvormig of veerspletig tot veerdelig en 7-15 cm lang. De middelste en bovenste bladeren zijn lijn- tot lancetvormig en bochtig getand of gezaagd.

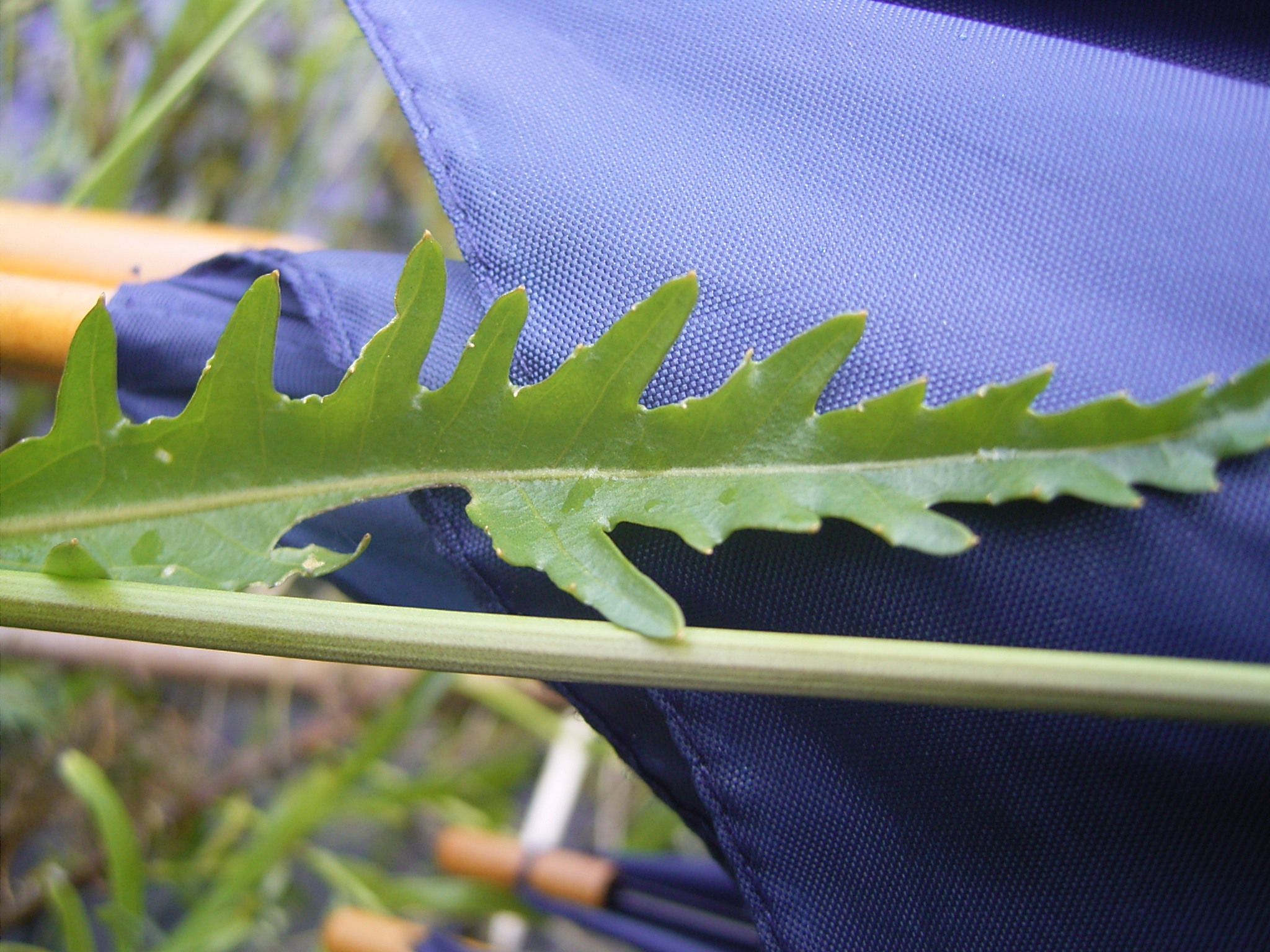
Stengelblad

De gele waterkers bloeit in mei en juni met oranjegele bloemen. De 3,5-6,5 mm lange kroonbladen zijn omgekeerd-eirond en afgerond.
De eivormige, overlangs openspringende (dehiscente) vrucht is een 3-5 × 1,7-2,5 mm groot hauwtje met en 1-2,5 mm lange snavel. De vruchtsteel is 0,8-1,5 cm lang en later naar onderen gebogen. De zaden zitten in twee rijen in het hauwtje.